# Reinsertado (álbum de Morad)
Reinsertado es el segundo álbum de estudio del rapero español-marroquí Morad, fue publicado el 12 de mayo de 2023 bajo su sello discográfico, M.D.L.R.

## Antecedentes
El 19 de marzo de 2023, Morad, lanzó el sencillo «Niños pequeños», este sería más tarde el primer promocional de su próximo álbum.  El 4 de mayo lanzó «Paz» junto a Nicki Nicole, que sería el primer adelanto oficial.

## Lanzamiento
En la medianoche del 12 de mayo, horario español, fue publicado el álbum bajo el título Reinsertado constando de 19 sencillos y colaboraciones con Beny Jr, Eladio Carrión, Ninho, Jul, RVFV y ElGrandeToto. El productor principal del disco fue SHB, quien destacó el álbum como el trabajo que más le gustó de los que produjo.
El disco, así como su título, denotan la reinserción del rapero en la sociedad, dando un cierre final a los conflictos que tuvo con las autoridades en su pasado, el peso de su historia como inmigrante, la transparencia y autenticidad en los relatos de su vida e historias ajenas lograron un exitoso proyecto. Los medios denominaron el disco como una "descarga" a la sociedad de parte del rapero, mostrando así como encontró la luz en la oscuridad, también siendo descripto como uno de los mejores álbumes de 2023.

## Recepción
Debutó como número 2.° en los álbumes más escuchados de Spotify en todo el mundo, superando las 10 millones de escuchas en solo una semana, estableciendo el cuarto mejor debut de un disco español. Reinsertado superó las 400 millones de reproducciones en total, teniendo más de 700 mil por día a junio de 2024. Ocupó el puesto número 28.° en los 100 álbumes con más ventas de 2023, según PROMUSICAE.

## Lista de canciones
Todas las letras escritas por Morad.
| Reinsertado |                                           |          |  |
| N.º         | Título                                    | Duración |  |
| 1.          | «Cristales»                               | 4:18     |  |
| 2.          | «Paz (con Nicki Nicole) »                 | 3:06     |  |
| 3.          | «Mi barrio»                               | 3:19     |  |
| 4.          | «No estuviste en lo malo»                 | 4:07     |  |
| 5.          | «Andando (con Eladio Carrion y Beny Jr) » | 4:21     |  |
| 6.          | «Soledad»                                 | 3:48     |  |
| 7.          | «Estopa»                                  | 3:45     |  |
| 8.          | «Niños pequeños»                          | 4:17     |  |
| 9.          | «María (con Ninho) »                      | 3:17     |  |
| 10.         | «Poporopa»                                | 3:07     |  |
| 11.         | «Se grita (con Jul) »                     | 4:19     |  |
| 12.         | «Por los mios»                            | 3:56     |  |
| 13.         | «Ojos sin ver (con ElGrandeToto) »        | 3:11     |  |
| 14.         | «Desespero (con RVFV) »                   | 3:14     |  |
| 15.         | «Problemas»                               | 3:48     |  |
| 16.         | «Walou Bla Bla»                           | 2:57     |  |
| 17.         | «Un amigo me falló»                       | 3:38     |  |
| 18.         | «Tiempo de nada»                          | 3:50     |  |
| 19.         | «Caballero»                               | 3:39     |  |
| 38:06       |                                           |          |  |

## Gira
Reinsertado tuvo una gira por todo Europa, agotando todas sus localidades desde Barcelona (ciudad de la que es oriundo el rapero) hasta Portugal, Luxemburgo, Suiza, Francia, Italia, Suecia y Dinamarca. También se habló de un concierto en Argentina, dando por primera vez un show en Sudamérica, sin embargo, fue cancelado. A pesar de sus polémicas con las autoridades, Morad, agotó las funciones y cerró la gira el 19, 20 y 21 de enero de 2024 en el Palau Sant Jordi en condición de sold-out.